# یوکو گوتو
یوکُو گُوتُو (انگلیسی: Yūko Gotō؛ ۲۸ اوت ۱۹۷۵ – ) صداپیشه، بازیگر، و خواننده اهل ژاپن است.